# Door De Bocht
A Door De Bocht című dal a holland The Shorts nevű pop fiúcsapat kislemeze, mely 1985-ben jelent meg, és a holland lista 16. helyéig jutott. A dal albumra nem került fel.

## Tracklista

### Kislemez Európa
- Door De Bocht
- She Made My Day[1]

## Külső hivatkozások
- A dal a YouTube oldalán
- Az együttesről a muziekencyklopedie.nl oldalon Archiválva 2014. október 23-i dátummal a Wayback Machine-ben
- A dal szövege